# فرناندو كابريرا (شاعر)
فرناندو كابريرا هو مهندس وكاتب وشاعر دومينيكاني، ولد في 30 مايو 1964 في سانتياغو دي لوس كاباليروس في جمهورية الدومينيكان.

## وصلات خارجية
- الموقع الرسمي